# 国立療養所多磨全生園

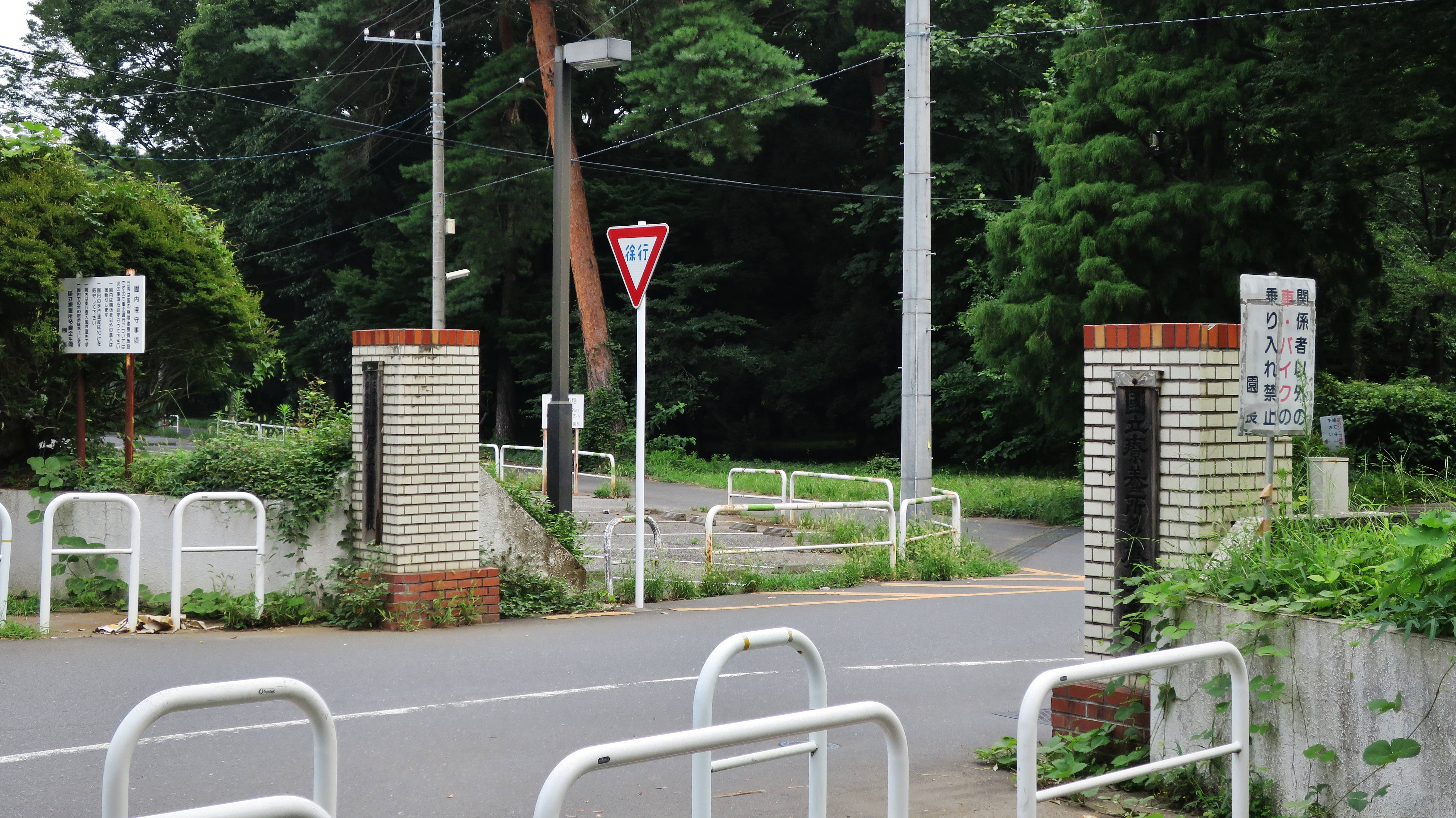
門柱（都道4号「全生園前」交差点より）

国立療養所多磨全生園（こくりつりょうようじょ たまぜんしょうえん）は、東京都東村山市にある、ハンセン病患者の療養施設である。日本にある国立ハンセン病療養所の一つで、厚生労働省所管の施設等機関である。『いのちの初夜』などを執筆した北条民雄が1934年から亡くなる1937年まで入所しており、同作は全生園での体験が元になっていると言われている。現在も、過去に無癩県運動で収容された元ハンセン病患者の看護や介助を行っている。この他園内には附属看護学校（進学コース・2年制）、「花さき保育園（社会福祉法人「土の根会」運営）」などがある。また、隣接した敷地には国立ハンセン病資料館（旧高松宮記念ハンセン病資料館）や国立感染症研究所ハンセン病研究センターがある。

## 沿革
- 1909年9月28日 - 連合府県立療養所として現在地に創立[2]
- 1941年7月1日 - 厚生省に移管、国立療養所多磨全生園として発足
- 2001年1月6日 - 省庁再編により厚生労働省所管となる
- 2009年9月28日 - 創立100周年を迎え、東村山市として「いのちとこころの人権の森」宣言を行う
- 2012年7月1日、認可保育所「花さき保育園[1]」開所[3][4][5]

## 住所
- 東京都東村山市青葉町4-1-1

## 参照
1. 1 2  http://murap.jp/citizen/aobakosodate.html
2. ↑  「全生園落成式」都新聞 明治42年9月29日『新聞集成明治編年史. 第十四卷』（国立国会図書館デジタルコレクション）
3. ↑  https://www.shikoku-np.co.jp/national/life_topic/20120701000347
4. ↑  http://www.tokyo-np.co.jp/article/national/news/CK2012070202000091.html 「ハンセン病療養所に初の認可保育園　待ちわびた子どもの声　東村山・多磨全生園」
5. ↑  http://www3.nhk.or.jp/news/html/20120701/k10013247221000.html 「ハンセン病療養所に保育園開園」